# アラン・ベンツェン
アラン・ベンツェン(Allan Bentsen、1968年8月21日 - )はデンマークの卓球選手。2012年12月時点の世界ランクは120位。

## 経歴
11歳の時に卓球を始めた。
1990年代にデンマーク選手権で7回優勝した。クラブチームでの活躍も豊富で、3ヶ国のリーグで10回優勝している。
地元デンマークで開催された2005年のヨーロッパ卓球選手権決勝では2-2のラストで勝利し、母国デンマークに初優勝をもたらした。
2010年にデンマーク代表に復帰した。その年の世界ベテラン卓球選手権40代の部で優勝している。
43歳となった2012年のロンドンオリンピックの男子シングルスにも出場したが、1回戦でハンガリー選手に敗れた。

## プレースタイル
オールラウンドなプレースタイルで、中陣～後陣にかけての位置で相手の攻撃を凌ぐのが上手い。
また、変則フォームから放たれるバックハンドドライブは打球コースが非常に分かりづらい。
世界卓球選手権には、1989年のドルトムント大会から2012年のドルトムント大会まで14回出場している。

## 主な戦績
- 2002年
  - ヨーロッパ卓球選手権ザグレブ大会 男子シングルス ベスト8
- 2004年
  - ITTFプロツアー・ブラジルオープン 男子ダブルス準優勝
- 2005年
  - ヨーロッパ卓球選手権オーフス大会 男子団体戦 優勝